# レメック (小惑星)
レメック (2552 Remek) は小惑星帯の小惑星である。1978年9月24日、アントニーン・ムルコスがチェコスロバキア（現：チェコ）のクレチ天文台 (Hvězdárna Kleť) で発見した。
1978年3月2日に打ち上げられたソユーズ28号に搭乗した、チェコスロバキア最初の（そして米ソ以外の国で最初の）宇宙飛行士、ウラジミル・レメック (Vladimír Remek) から命名された。